# Eleccions presidencials de Tanganyika de 1962
Les eleccions presidencials es van celebrar en la República de Tanganyika en 1962. Van ser les primeres eleccions després de la independència de l'any anterior i la decisió de formar una república. Julius Nyerere, líder de la Unió Nacional Africana de Tanganyika en el poder i Primer Ministre en funcions, va guanyar fàcilment, obtenint el 99,2% dels vots. Un mes després, el país va ser proclamat un estat unipartidista amb TANU com a únic partit legal. No es van celebrar més eleccions multipartidistes fins a 1995.